# Fadaei
Ashkan Saranjam (persa: اشکان سرانجام; nacido el 5 de diciembre de 1989), conocido profesionalmente como Fadaei (persa: فدائی), es un rapero, cantante y compositor iraní. Es miembro del grupo musical Moltafet. Las canciones de Fadaei a menudo tienen temas políticos y antiislámicos.

## Carrera
Comenzó su trabajo con la publicación de "Irán, Irán" un año después de las protestas de las elecciones presidenciales iraníes de 2009, en las que se mencionó el asesinato de Neda Agha-Soltan y el desastre del centro de detención de Kahrizak en 2009.

## Discografía

### Álbumes
- Adl (2012)
- Hagh (2022)
- Eshgh (2024)

## Enlaces adicionales
- Fadaei en Instagram
- Fadaei en X (antes Twitter)

- Datos: Q114949969